# 13533 Junili
13533 Junili è un asteroide della fascia principale. Scoperto nel 1991, presenta un'orbita caratterizzata da un semiasse maggiore pari a 3,1325736 UA e da un'eccentricità di 0,1149685, inclinata di 2,42564° rispetto all'eclittica.